# Edmond (Oklahoma)
Edmond es una ciudad del área metropolitana de Oklahoma City, la capital del estado de Oklahoma (Estados Unidos). Tiene unos 94,428 habitantes y es la quinta ciudad más grande del estado. Limita con el límite norte de Oklahoma City.

## Historia

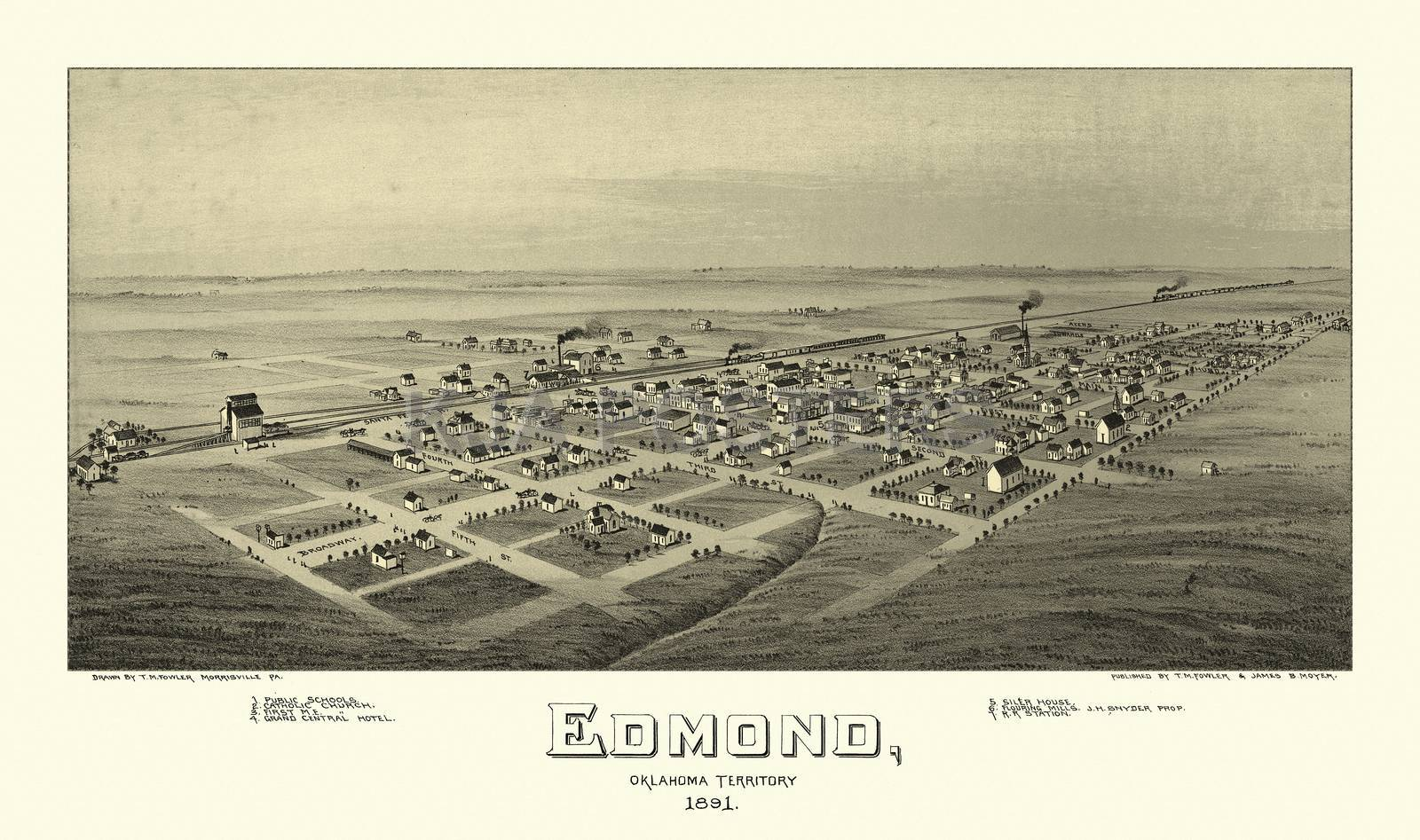
Territorio de Edmond, Oklahoma, 1891

Cuando el Ferrocarril de Atchison, Topeka y Santa Fe se incorporó al Territorio Indio en 1887, se construyó en el área de la actual Edmon una estación de agua y carbón para locomotoras de vapor. Se eligió el sitio para la estación porque era el punto más alto de la línea en el condado de Oklahoma, de modo que el tren podría acelerar más fácilmente yendo cuesta abajo dejando la estación en cualquier dirección. El ferrocarril luego nombró la estación en honor a Edmond Burdick, el agente de carga ambulante de Santa Fe. Los primeros colonos decidieron adoptar el nombre. 
Edmond surgió de la noche a la mañana durante la carrera por la tierra de 1889, cuando el 22 de abril se establecieron granjas alrededor de la estación de Santa Fe. El Seminole Town and Development Company, un sindicato recién formado con vínculos con el ferrocarril, elaboró el plano original. Muchas de las calles originales llevan nombres de personas asociados con el Ferrocarril de Santa Fe o el sindicato de la ciudad. El primer alcalde y sus funcionarios fueron elegidos en mayo de 1889, y la población era de 294 habitantes en el censo de 1890.
La primera escuela pública en el territorio de Oklahoma, terminada en agosto de 1889, está en Edmond. El edificio sigue en pie como monumento histórico en calle 2 entre Boulevard y Broadway y está abierto al público los dos primeros sábados de cada mes o con cita previa.
La Iglesia Católica St. John the Baptist, la primera iglesia que se abrió tras la carrera por la tierra, estaba ubicada en la esquina suroeste de East First y South Boulevard. La congregación aún existe, aunque no en su edificio o ubicación original.
En diciembre de 1890, la legislatura territorial estableció tres universidades: la universidad estatal en Norman, la universidad agrícola y mecánica en Stillwater y una escuela "normal" o de enseñanza en Edmond. Las primeras clases para la Escuela Normal Territorial (Universidad de Central Oklahoma) se llevaron a cabo el 9 de noviembre de 1891 en la Iglesia Metodista en la esquina suroeste de North Broadway y West Hurd. Old North, el primer edificio icónico de la Territorial Normal School, se abrió para las clases el 2 de enero de 1893, y antes del Central Hall de la Universidad Estatal de Oklahoma o del Science Hall de la Universidad de Oklahoma.
El Edmond Sun, establecido por Milton W. "Kicking Bird" Reynolds el 18 de julio de 1889, era el periódico continuo más antiguo del estado que data de los días del territorio de Oklahoma.
Edmond fue el lugar del tiroteo en la oficina de correos de Edmond el 20 de agosto de 1986, en el que 14 personas murieron y seis resultaron heridas por Patrick Sherrill, un ex cartero que luego se suicidó. Hay un monumento a las víctimas frente a la oficina de correos del downtown.
La ciudad fue objeto de un caso de la Corte de Apelaciones del Décimo Circuito que impugnó la representación de una cruz cristiana en el sello de la ciudad, lo que generó problemas relacionados con la Cláusula de Establecimiento de la Constitución. En mayo de 1996, la Corte Suprema dejó en pie un fallo de la Corte Federal de Apelaciones que ordenaba a la ciudad quitar la cruz del sello.
Un servicio conmemorativo para el famoso jugador de béisbol de Oklahoma, Bobby Murcer, se llevó a cabo en Edmond el 6 de agosto de 2008, en la Memorial Road Church of Christ. Entre los cerca de 2000 que asistieron al funeral se encontraban Reggie Jackson, Derek Jeter, Andy Pettitte y el ex gerente de los Yankees Joe Girardi.

## Geografía
Edmond se encuentra al norte de Oklahoma City en el condado de Oklahoma, Oklahoma. Según la Oficina del Censo de los Estados Unidos, la ciudad tiene un área total de 228 km², de las cuales 220 km² es tierra y 7 km² o el 3,19 % es agua. El lago Arcadia en el oriente de la ciudad es un lugar de pesca para el área metropolitana de Oklahoma City y contiene bluegill, bagre de canal, bagre azul y lobina negra. Twin Bridges Lake es un segundo lago de la ciudad.
Edmond se encuentra en la región de Sandstone Hills en el centro de Oklahoma, conocida por las colinas, el roble de blackjack y el roble de posta. La ciudad cae en una región ecológica conocida como Cross Timbers.

### Clima
Edmond tiene un clima subtropical húmedo con frecuentes variaciones en el clima durante parte del año y veranos calurosos. Las sequías prolongadas y severas a menudo generan incendios forestales y las fuertes lluvias a menudo provocan inundaciones repentinas. Los vientos constantes, generalmente del sur o sursureste durante el verano, ayudan a moderar el clima más cálido. Los vientos del norte constantes durante el invierno pueden intensificar los períodos fríos. Las tormentas de hielo y de nieve severas ocurren esporádicamente durante el invierno.
La se encuentra está en Tornado Alley y por ende está sujeta a frecuentes y severos tornados y granizadas. El área metropolitana de Oklahoma City es una de las principales ciudades del mundo más propensas a tornados.

## Demografía
Según cálculos del ESRI, hay unos 94 000 residentes y unas 37 000 unidades de vivienda. Las estimaciones de población por raza/etnia son 79,8 % de blancos, 5,8 % de negros, 2,7 % de indios americanos, 4,1 % de asiáticos, 0,1 % de isleños del Pacífico, 2,5 % de otras razas y 5 % de dos o más razas. El 7,2 % de la población es de origen hispano. La población es 51,5 % femenina y 48,5 % masculina. La edad media de los residentes es 36,3 años, menor que la edad media de Oklahoma de 37,8 años. El ingreso familiar promedio es de 110,811 dólares.

## Transporte
El transporte público es proporcionado por el servicio de autobús Citylink Edmond.

## Economía
La cadena de supermercados Crest Foods tiene su sede en Edmond. La Universidad de Oklahoma Central es un empleador importante. Algunas de las industrias objetivo de Edmond incluyen Comercio al por mayor; Fabricación ligera; Información; y Servicios Profesionales, Científicos y Técnicos.

### Principales empleadores
Según el Informe Financiero Anual Integral de la Ciudad de 2017, los principales empleadores de la ciudad son:
| #  | Empleador                                | Número de empleados |
| -- | ---------------------------------------- | ------------------- |
| 1  | Escuelas Públicas de Edmond              | 10 000              |
| 2  | Universidad de Oklahoma Central          | 1450                |
| 3  | Ciudad de Edmond                         | 771                 |
| 4  | Mercy Edmond Clinics and Wellness Center | 429                 |
| 5  | Integris Health Edmond                   | 347                 |
| 6  | OU Medical Center Edmond                 | 305                 |
| 7  | Industrias Petra                         | 277                 |
| 8  | Alimentos de cresta                      | 226                 |
| 9  | Adfitech                                 | 217                 |
| 10 | Centro médico Summit                     | 177                 |

## Arte y cultura
La ciudad de Edmond está haciendo esfuerzos para promover el arte público con murales, vidrieras y esculturas de acero. En una parte de Main Street, las estatuas se alinean en casi todas las esquinas. El 4 de julio de 2007, la ciudad inauguró una estatua de bronce de Nannita R. H. Daisey, que se cree que es la primera mujer que reclama las tierras de Oklahoma en la primera corrida de tierras (1889). En 2015, la escultura de Dave McGary del Jefe Touch the Clouds se trasladó a Edmond desde el Astrodome de Houston. La escultura de 18 pies de alto y 15 pies de ancho se encuentra en Second Street en la entrada de la Universidad de Oklahoma Central.
Los residentes de Edmond tienen acceso a 57 congregaciones protestantes y tres católicas, seis congregaciones de Santos de los Últimos Días, una iglesia unitaria universalista, una mezquita islámica y una Haziratu'l-Quds para los seguidores de la fe baháʼí.
Una cruz de 163 pies de altura se encuentra en el Edmond Campus of Life. Iglesia en la esquina de Edmond Road y la I-35 Service Road. El pastor de la iglesia, Craig Groeschel, luchó contra la ciudad de Edmond para erigir la cruz, lo que la comisión de planificación no quiso permitir porque lo consideraron una valla publicitaria.

## Deportes
El rugby es un deporte en desarrollo en Edmond y en el área metropolitana de Oklahoma City. Edmond cuenta con dos clubes de rugby: el Edmond Rugby Club (también conocido como "The Storm") y el University of Central Oklahoma Rugby Football Club.

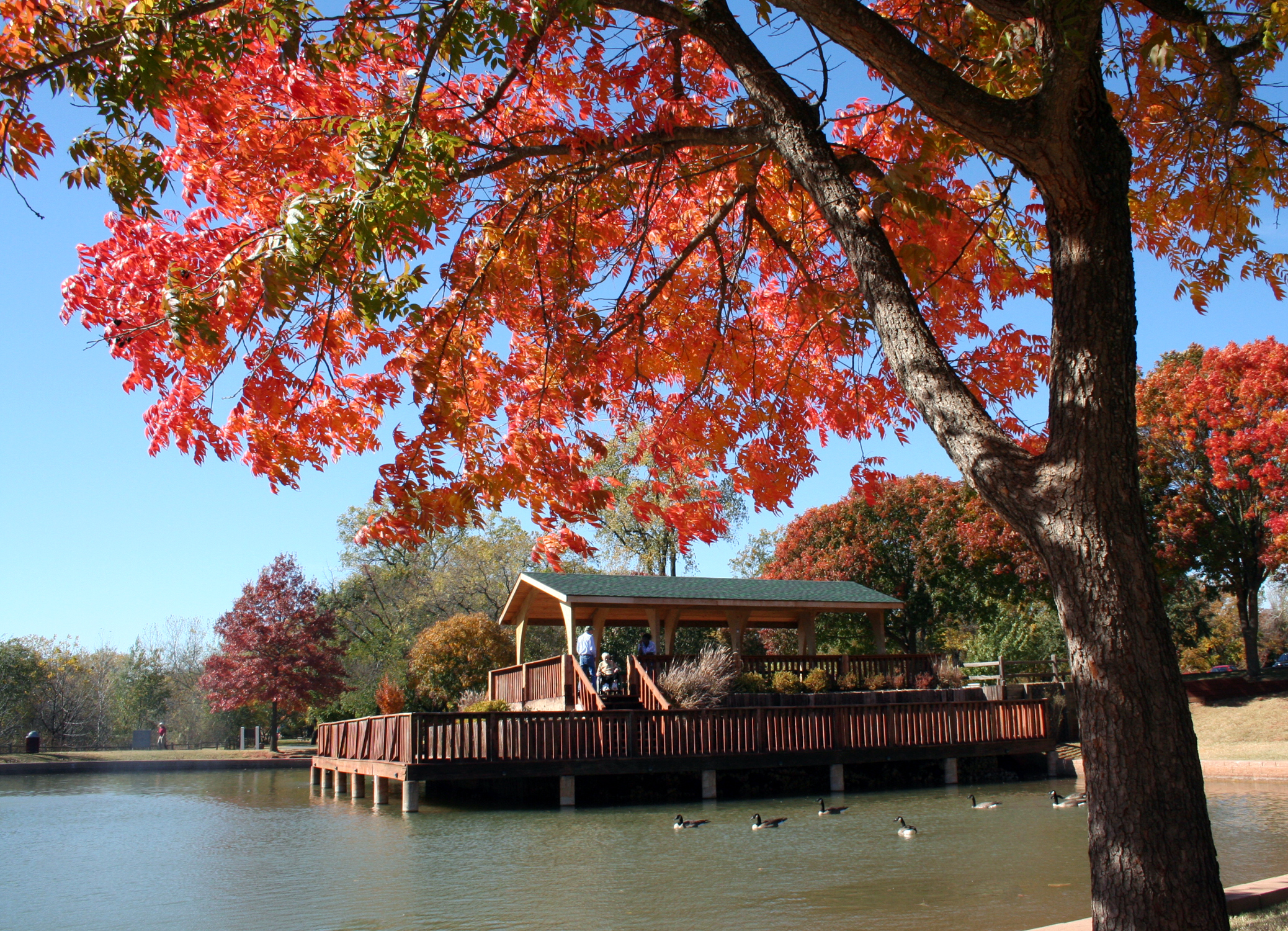